# Pingelap
Pingelap je atol v Tichém oceánu, který patří k Federativním státům Mikronésie. Nachází se 290 km jihovýchodně od hlavního města Palikiru a je součástí státu Pohnpei. Atol je tvořen třemi ostrůvky (kromě vlastního Pingelapu ještě Sukoru a Daekae), celková rozloha pevné země činí 1,8 km² a rozloha laguny okolo 5 km². Žije zde okolo 250 obyvatel.

## Historie
Původní obyvatelé žili pod vládou náčelníků nahnmwariki. V roce 1793 zde jako první Evropan přistál britský kapitán Thomas Musgrave, podle něhož byl ostrov na starých mapách nazýván Musgrave Island. Od roku 1914 patřil Pingelap Japoncům, kteří zde za druhé světové války zřídili vojenskou základnu a zavlekli choroby, které podstatně zdecimovaly původní obyvatelstvo. Po válce atol využívalo Letectvo Spojených států amerických. V roce 1982 byla zprovozněna přistávací dráha.

## Ostrov barvoslepých
Ostrov obývají Mikronésané hovořící pingelapštinou. Místo je unikátní tím, že okolo desetiny populace tvoří maskunové, trpící dědičnou achromatopsií, tj. naprostou neschopností rozeznávat barvy. Maskunové také špatně snášejí ostré světlo, zato mají zlepšené noční vidění. Britský neurolog Oliver Sacks tuto anomálii vysvětlil genetickým driftem: v roce 1775 byl atol zasažen tajfunem Lengkieki a katastrofu přežila jen hrstka lidí, mezi nimiž došlo k posílení alely zodpovědné za achromatopsii.